# NGC 1998
إن جي سي 1998 (بالإنجليزية: NGC 1998)‏ التي يرمز لها بالرمز ESO 204-15، هي مجرة، في كوكبة آلة الرسام.

## الاكتشاف
اكتشفت في 28 ديسمبر 1834، بواسطة جون هيرشل.